# Giōrgos Kamperidīs
Giōrgos Kamperidīs (in greco Γιωργος Καμπεριδης?; Magoula, 1º ottobre 1999) è un cestista greco.
È il fratello minore di Michalīs Kamperidīs, anch'egli cestista.